# Билитис
«Билитис» (фр. Bilitis) — художественный фильм 1977 года совместного производства Франции и Италии, эротическая мелодрама, снятая режиссёром Дэвидом Гамильтоном. Сценарий к фильму написан писательницей Катрин Брейя на основе книги стихотворений в прозе французского писателя Пьера Луиса (фр. Pierre Louÿs) «Les chansons de Bilitis».
Главные роли в этом фильме исполнили Пэтти Д’Арбанвилль, Мона Кристенсен, Бернар Жиродо, Матьё Каррьер и Ирка Боченко. Премьера фильма состоялась 16 марта 1977 года во Франции, несколько позже фильм был показан во многих европейских странах и США.

## Сюжет
Фильм повествуют об эротических приключениях молодой девушки во время летних каникул. Эта девушка — 15-летняя воспитанница интерната для девушек Билитис. Она влюблена в фотографа Люка, но физическая близость с мужчиной её совсем не привлекает, ей хочется возвышенных и нежных чувств. Такие отношения Билитис пытается найти с другой девушкой.
Ею оказывается Мелисса, подруга родителей Билитис. Мелисса уже замужем, но в браке она несчастлива, её муж груб с ней и невнимателен. Мелисса приглашает Билитис к себе на летний отдых. Но любовные отношения девушек хотя и были счастливыми, но недолгими — Мелисса, как более опытная и взрослая, прекращает их отношения. Билитис пытается найти для своей бывшей любовницы приятного и чуткого партнёра, в результате же она сама сталкивается со своей первой жизненной драмой.

## В ролях
- Пэтти Д’Арбанвилль — Билитис
- Мона Кристенсен — Мелисса
- Бернар Жиродо — Люка
- Матьё Каррьер — Микия
- Ирка Боченко — Пруденс
- Жиль Колер — Пьер
- Мадлен Дамьен — Нэнни

## Другие названия
- Bilitis
- Билитис
- Bilitis — tyttö ja unelma

## Саундтрек
В 1977 г. на лейбле Warner Bros. Records издан LP альбом Francis Lai — Bilitis, а в 1985-м — переиздан на CD Audio.
Треклист:
1. Bilitis — Générique 3:20
2. Promenade 3:40
3. Les Deux Nudites 2:20
4. Spring Time Ballet 2:26
5. L’Arbre 1:10
6. I Need A Man 5:14
7. Melissa 4:35
8. La Campagne 1:07
9. Scene D’Amour 3:45
10. Rainbow 4:30
11. Bilitis — Générique De Fin 4:40

Кавер-версия вокализа «Scene D’Amour» была записана Сарой Брайтман в 1998 году и вошла в альбом певицы Eden.